# Ituzaingó (Santa Fe)
Ituzaingó es una comuna del Departamento Las Colonias, provincia de Santa Fe, Argentina. Dista 198 km al norte de la capital de la provincia Santa Fe (capital), sobre la Ruta Provincial RP 31 y RP 3.
La localidad cuenta con 81 habitantes (Indec, 2010) hab.

## Toponimia
El topónimo Ituzaingó es de origen guaraní y en este caso evoca así como homenajea a la batalla de Ituzaingó librada en territorio actualmente brasileño. Su nombre vendría a significar algo como "agua sonante al caer" o "caída de agua sonora".